# Obélisque lumineux

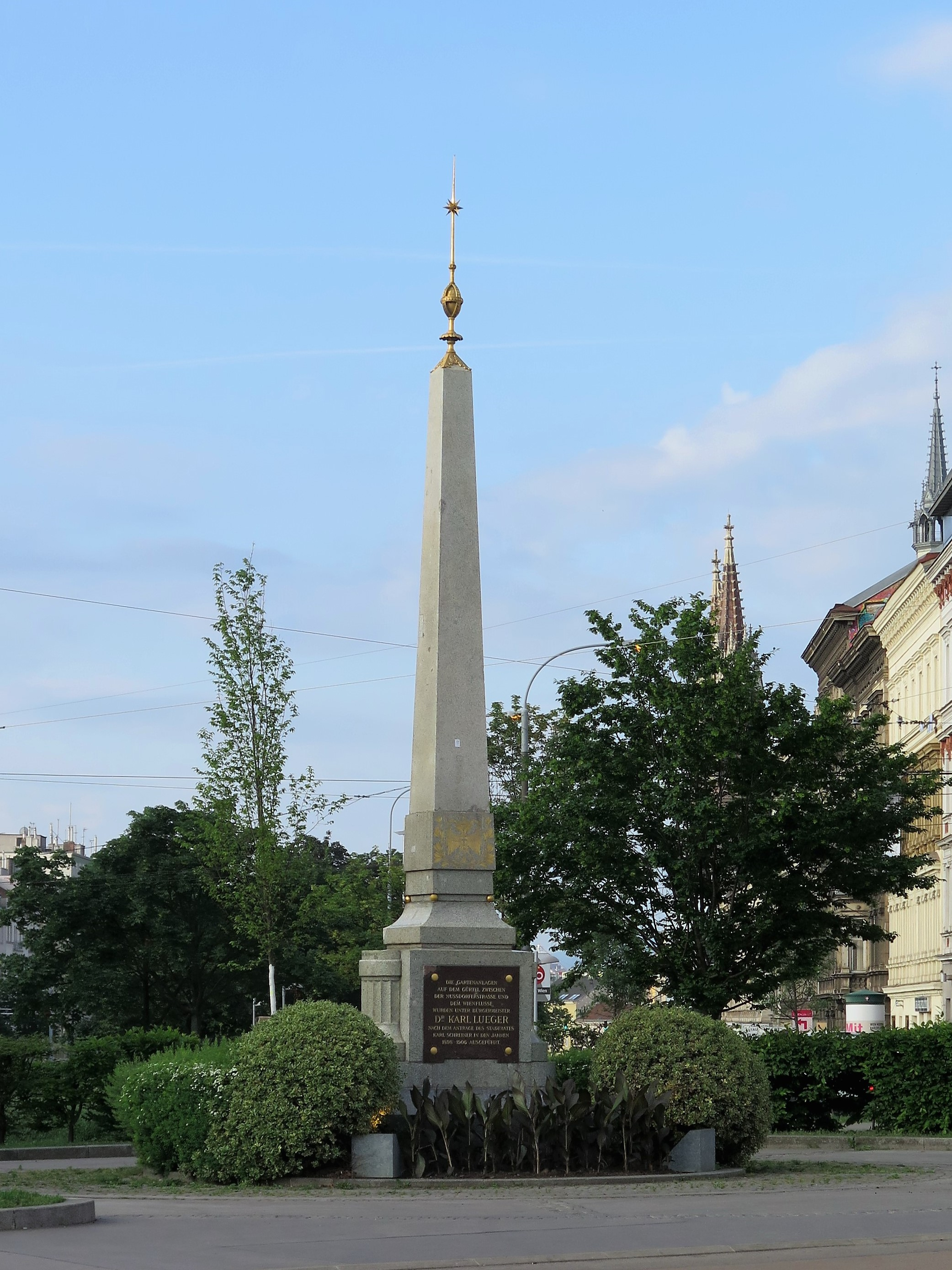
Obélisque lumineux sur la Mariahilfer Gürtel

L'obélisque lumineux (en allemand, Leuchtobelisk) est un obélisque situé sur le Mariahilfer Gürtel à Vienne. Le monument est sous la protection du patrimoine (Listeneintrag). 

## Histoire
Le parc de 65 000 m2 entre la Nussdorfer Straße et la rivière Vienne a été créé après la démolition de l'ancienne fortification. Une fois les travaux terminés, le monument a été érigé. La conception vient de l'architecte Johann Nepomuk Scheiringer. L'exécution a eu lieu de 1898 à 1906 avec le sculpteur Johann Scherpe. Le dévoilement a eu lieu le 2 décembre 1906 à l'occasion de la commémoration de l'achèvement de la ceinture et de ses espaces verts. 

## Description
L'obélisque élancé de neuf mètres de haut est en granit. 
L'obélisque tire son nom de l'étoile éclairée par 92 ampoules qui ornaient le sommet et servaient également d'éclairage public. Il n'y a plus non plus deux filles en bronze qui se trouvaient auparavant sur le socle à côté de l'obélisque.  

## Littérature
- Elfriede Faber : Vienne en cartes postales anciennes / Mariahilf et Neubau / Pages 62-63. Bibliothèque européenne,  (ISBN 90288 4813 4).

## Source de traduction
- (de) Cet article est partiellement ou en totalité issu de l’article de Wikipédia en allemand intitulé « Leuchtobelisk » (voir la liste des auteurs).